# 宮村将広
宮村 将広（みやむら まさひろ、1983年1月9日 - ）は、日本のオカリナ奏者である。
大分県・速見郡日出町出身。9歳の頃、オカリナと出会い独学で練習を始める。10歳の頃、テレビのドキュメンタリー番組に取材され、「オカリナ少年」として九州全域に放送される。その頃から各地イベントやコンサート、TVやラジオ・新聞等の各メディア（NHK 天才てれびくんなど）に出演。その後、様々な楽器に触れながらオリジナル曲の制作に取りかかり、21歳の時、オカリナ奏者として本格的な音楽活動を開始した。

## 略歴
- 1992年 オカリナと出会い独学で練習を始める。
- 1993年 オカリナ少年として、様々なイベントやコンサートに出演を始める。
- 1995年 日出町立日出中学校に入学。吹奏楽部へ入部しサックスを担当する。
- 1999年 オカリナ奏者としての活動を一時休止。ドラムやギターなど様々な楽器を経験する。
- 2004年 オカリナ奏者としての活動を再開。ホームページを開設し1stアルバムも作成し本格的な活動を開始する。
- 2006年 2ndアルバム発表。
- 2007年 2か月間に渡る初の全国ツアーを開催。全国12都市22公演を行う。
- 2008年 初の海外公演を台湾で行う。
- 2009年 様々な音楽に触れるため数ヵ月間海外で生活を送る。トロント、モントリオール、ニューヨークにて路上演奏を行う。
- 2010年 帰国後精力的にコンサート活動を行う。また自ら教師となりオカリナ教室を開講する。
- 2011年 アルバム制作に取り掛かる。
- 2012年 ４枚目のアルバム「赤い花」発表。「台湾コンサートツアー」を２度行う。（２月、９月）「東日本復興支援チャリティーコンサートツアー」を行う。
- 2013年　5枚目のアルバム「color」発表。「colorチャリティーコンサート」を行う。「クリスマス別府花火ファンタジア2013」に出演。「台湾コンサートツアー」を行う。

## ディスコグラフィー
- 1stアルバム『saikai』　2004年
- 2ndアルバム『Extensity』　2006年
- 3rdアルバム『Yes』　2008年
- 4thアルバム『赤い花』　2012年
- 5thアルバム『color』　2013年